# Pseudoterpna holsatica
Pseudoterpna holsatica là một loài bướm đêm trong họ Geometridae.